# Kaiserpreis

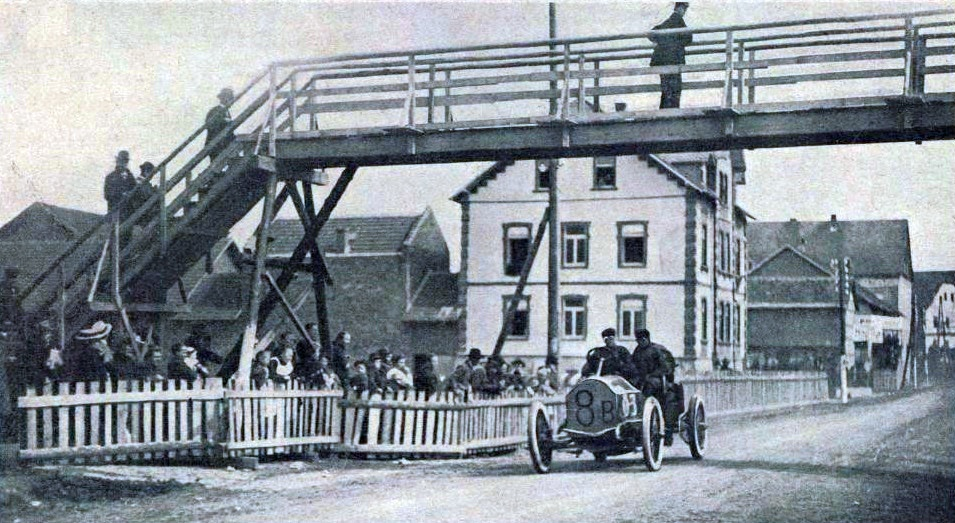
Felice Nazzaro, vainqueur de la Coupe de l'Empereur en 1907 (KeiserPreiz)

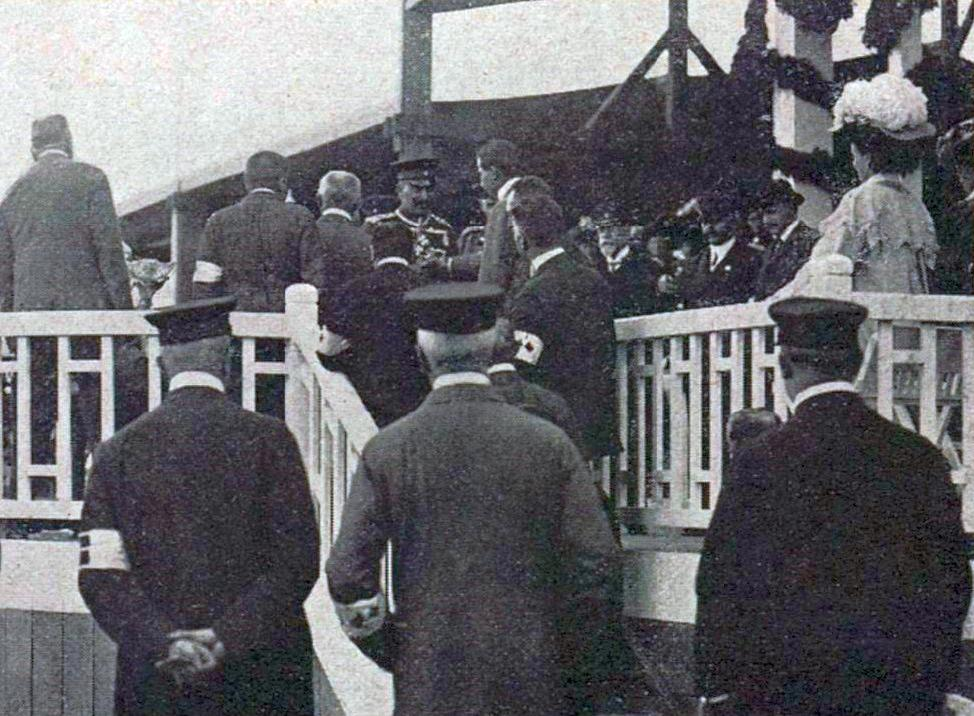
Felice Nazzaro reçoit la coupe des mains de l'Empereur Guillaume II

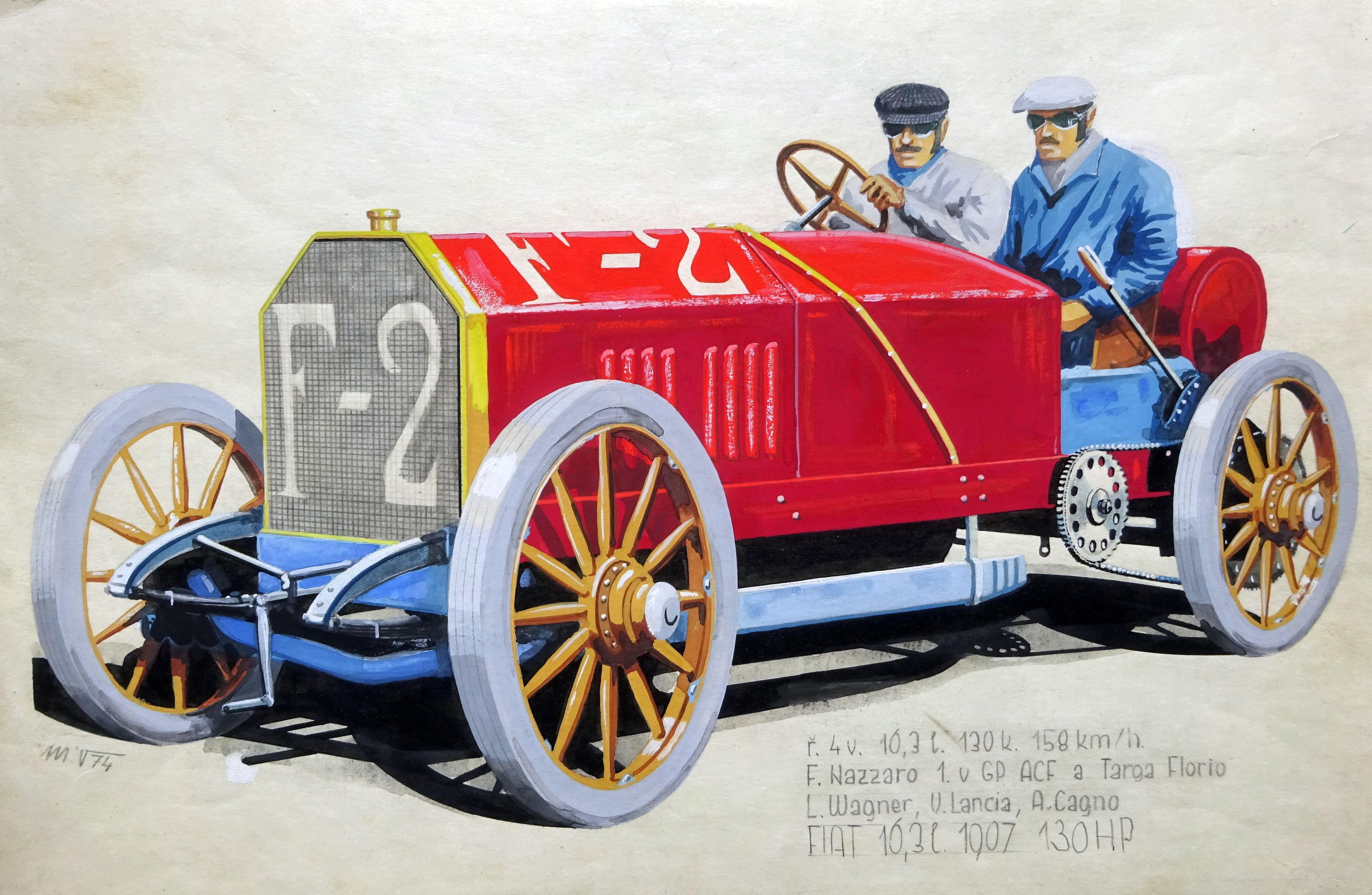
La FIAT 130 HP avec laquelle Felice Nazzaro a remporté la Kaiserpreiss de 1907

Le Kaiserpreis 1907 (en allemand : Prix de l'empereur), encore appelé « Circuit du Taunus » ou « Coupe de l'Empereur » en France, du nom de l'Empereur allemand Guillaume II, est une compétition automobile allemande organisée le 14 juin 1907 en montagne. Ce fut le deuxième grand événement international de course automobile en Allemagne après la Coupe Gordon Bennett du 17 juin 1904. La course s'est déroulée sur un circuit de 117 km à travers le Taunus en partant du Fort romain de Saalburg

## Histoire

### L'origine: Coupe Gordon Bennett
La victoire de Camille Jenatzy dans la Coupe Gordon Bennett de 1903 sur une Mercedes assura à l'Automobile Club d'Allemagne (DAC) le droit d'accueillir la course l'année suivante. La course de 1904 fut remportée par le français Léon Théry sur une Richard-Brasier qui put défendre à nouveau la coupe l'année suivante en France. 
La Coupe Gordon Bennett présentait un inconvénient majeur pour les organisateurs français. En effet, le nombre de participants par pays était limité quelle que soit la taille de son industrie automobile. La France avait, à cette époque, la plus importante industrie automobile d'Europe, l'Automobile Club de France (ACF) remplaça la Coupe Gordon Bennett par le premier « Grand Prix de France » en 1906. 

### Grand Prix de France
Le Grand Prix se tint sans limite de participants, de façon à mieux assurer la domination française. Le premier Grand Prix de France s'est disputé au Mans les 26 et 27 juin 1906 sur le circuit de la Sarthe. Le tracé, d'une longueur de 103,18 km, est essentiellement composé de routes poussiéreuses mais goudronnées, sur lesquelles chaque participant va rouler à six reprises par jour. Le Grand Prix se déroulant sur deux jours, la distance de course totale est ainsi de 1 238,16 km. 
| Place | Pilote          | Équipe                 | Temps              |
| ----- | --------------- | ---------------------- | ------------------ |
| 1     | Ferenc Szisz    | Renault AK             | 12 h 14 min 7 s 0  |
| 2     | Felice Nazzaro  | FIAT 130 HP            | 12 h 46 min 26 s 4 |
| 3     | Albert Clément  | Clément Bayard 2K      | + 12 min 49 s 46   |
| 4     | Jules Barillier | Richard-Brasier 105 HP | + 13 min 53 s 0    |
| 5     | Vincenzo Lancia | FIAT 130 HP            | 14 h 22 min 11 s 0 |

## La Kaiserpreis 1907
À cette époque, le prestige national était une des valeurs les plus importantes pour chaque pays. Le DAC, rebaptisé Automobile Club Impérial se devait de répondre immédiatement et de manière appropriée au Grand Prix de France en organisant son propre événement international majeur. Les spécifications techniques pour participer à la course du Kaiserpreis ont été délibérément fixées de telle manière qu'elles privilégiaient les voitures de tourisme pour un usage quotidien, adaptées pour la course, contrairement aux modèles spéciaux utilisés dans le Grand Prix : moteurs d'une cylindrée maximale de 8,0 litres, poids minimum des voitures de 1 175 kg et dimensions minimales. En réalité, plusieurs écuries ont concouru avec des modèles hautes performances développés spécifiquement pour la formule Kaiserpreis, mais homologués, et ont ainsi pu dominer la course.

### Critères imposés
Quelques critères du règlement technique de la course Kaiserpreis 1907.
- Critères techniques :
  - Cylindrée du moteur : 8,0 litres maximum,
  - Poids minimum 1 175 kg, carrosserie et pneus de course inclus, sans essence, eau et huile, sans pièces de rechange ni outils, avec capot de protection moteur et plaque de protection sous le moteur, avec silencieux d'échappement (clapet d'échappement autorisé), roues en bois, dispositif contre la marche arrière involontaire, deux freins indépendants et klaxon,
  - Empattement minimum 3,00 mètres,
  - Garde au sol 15 cm minimum,
  - Chaque voiture doit être équipée d'une marche arrière actionnée par le moteur,
  - Le carburant utilisé doit être de l'essence d'une densité de 680 à 720. Les additifs de toute nature sont interdits.

- Critères administratifs :
  - Toutes les usines automobiles en Allemagne et à l'étranger sont autorisées à s'inscrire à la course,
  - Chaque écurie peut inscrire au maximum trois voitures. Toutefois, l'Imperial Automobile Club se réserve le droit de réduire le nombre de voitures de trois à deux par usine si le nombre d'inscriptions reçues est supérieur à ce que l'Imperial Automobile Club juge autorisé,
  - Le droit d'entrée est de 3 000 marks pour chaque voiture, la date limite d'inscription est fixée au 31 décembre 1906, à 18 heures,
  - Le nom des pilotes doit être communiqué à l'Automobile Club Impérial par lettre recommandée avant le 1er mai 1907. Il n'est pas permis de changer de pilote pendant la course,
  - Lors de la pesée des voitures avant la course, les constructeurs doivent prouver en présentant des certificats officiels que les voitures en question sont conformes aux règlements de police de leur pays d'origine, et les pilotes doivent prouver qu'ils ont l'autorisation officielle de conduire des voitures.
  - Chaque voiture doit être occupée par deux adultes de poids normal assis côte à côte,
  - Tout ravitaillement (essence, huile, eau, etc.), tout remplacement ou réparation (pneumatique, durites d'air, moteur, boîte de vitesses, etc.) doit être effectué exclusivement par l'équipage du véhicule,
  - L'ordre des voitures au départ est déterminé par tirage au sort,
  - L'Automobile Club Impérial se réserve le droit d'édicter des règlements d'application et d'interpréter les propositions ci-dessus et, si nécessaire, de les modifier,
  - En cas de contestation, les concurrents s'engagent à ne recourir en aucun cas aux tribunaux ordinaires.

## La course Kaiserpreis 1907
L'événement a enregistré un nombre impressionnant d'inscription : 92 dont 78 se sont effectivement présentés au départ. Le règlement de la course prévoyait que les voitures prennent un départ cadencé, à intervalles réguliers. Au vu des 92 voitures inscrites, les premières voitures auraient déjà terminé la course bien avant que les dernières seraient encore en attente du départ. Pour éviter un tel scénario, deux courses éliminatoires de sélection comprenant deux tours chacune ont eu lieu le premier jour de course. Les 20 meilleurs temps ont été qualifiés pour la course principale sur quatre tours le lendemain. Les voitures ont été considérées comme « participantes », de sorte que les pilotes ont pu concourir dans les deux manches et ainsi qualifier deux voitures.
La première course éliminatoire a débuté, sous la pluie, à 4 heures du matin. Elle a été remportée par Vincenzo Lancia sur une FIAT 130 HP avec 4 minutes d'avance sur le deuxième et 5 sur le troisième.. La performance du pilote belge Camille Jenatzy sur Mercedes, grand favori en Allemagne, a été très décevante. Désigné pilote numéro 1 de l'écurie leader en Allemagne, ne s'est qualifié qu'avant-dernier.
Le résultat de la deuxième manche ont donné les mêmes résultats. Les deux autres pilotes officiels FIAT, Felice Nazzaro et Louis Wagner se sont imposés devant le pilote belge Charles Deplus sur Pipe avec 11 minutes et 34 secondes d'avance.
Il est intéressant de constater la participation de deux voitures du constructeur français Mercedes-Mixte à propulsion hybride essence-électrique construites par Austro-Daimler qui ne se sont pas qualifiées.
Le jour de la course finale, la piste s'était asséchée sauf sur les secteurs en forêt. La bataille entre Fiat et Pipe pour la première place a été acharnée mais, c'est à nouveau les voitures FIAT qui l'ont emporté. L'Italie avait réussi à placer 6 voitures aux 10 premières places, l'Allemagne 3 et la Belgique 1 ; la première française est arrivée 13e avec 34 minutes de retard. Avec sa victoire au Kaiserpreis, Felice Nazzaro avait déjà remporté deux des trois grandes courses internationales de la saison 1907 pour FIAT après sa victoire dans la Targa Florio. Trois semaines plus tard, FIAT remporte la victoire suprême au « Grand Prix » de Dieppe, ce qui a permis à l'Italie de s'emparer, pour la première fois, de la première place parmi les nations automobiles.
Pour l'Allemagne, la course a été, une fois de plus, très décevante. L'équipe Mercedes n'a placé qu'une seule voiture, mais à la 9e place à plus de 23 minutes du vainqueur. Seul Opel a placé deux voitures aux 3e et 4e place à 5'23" et 15'8" du 1er. Le Kaiserpreis de 1907 est resté un événement unique qui n'a pas été répété l'année suivante malgré le grand nombre de participants et l'intérêt des spectateurs.
En 2007, une course anniversaire avec des voitures anciennes a eu lieu.

## Résultats
| Place | Pilote            | Équipe           | Temps             |
| ----- | ----------------- | ---------------- | ----------------- |
| 1     | Felice Nazzaro    | FIAT 130 HP      | 5 h 34 min 28 s 2 |
| 2     | Lucien Hautvast   | Pipe             | + 4 min 44 s 2    |
| 3     | Carl Jörns        | Opel             | + 5 min 22 s 8    |
| 4     | Chistian Michel   | Opel             | + 15 min 8 s 6    |
| 5     | Henri Fournier    | FIAT 130 HP      | + 16 min 22 s 6   |
| 6     | Vincenzo Lancia   | FIAT 130 HP      | + 17 min 23 s 4   |
| 7     | Ferdinando Minoia | Isotta Fraschini | + 18 min 52 s 0   |
| 8     | Henri Fournier    | Itala            | + 18 min 52 s 2   |
| 9     | Otto Salzer       | Mercedes         | + 23 min 6 s 8    |
| 10    | Alessandro Cagno  | Itala            | + 24 min 45 s 8   |